# The Vampire Diaries (6.ª temporada)
A sexta temporada de The Vampire Diaries foi renovada pela The CW oficialmente em 13 de fevereiro de 2014 e estreou no dia 2 de outubro de 2014. Em 11 de janeiro de 2015, foi anunciado que a série terá uma 7ª temporada . Todos os títulos dos episódios são baseados em títulos de músicas, sendo a maioria de 1994.  A temporada foi a última da protagonista Nina Dobrev que anunciou sua saída da série em abril de 2015.

## Elenco

### Regular
| Ator              | Personagem                           | Frequência   |
| ----------------- | ------------------------------------ | ------------ |
| Nina Dobrev       | Elena Gilbert                        | 22 episódios |
| Paul Wesley       | Stefan Salvatore                     | 22 episódios |
| Ian Somerhalder   | Damon Salvatore                      | 22 episódios |
| Candice Accola    | Caroline Forbes                      | 19 episódios |
| Kat Graham        | Bonnie Bennett                       | 18 episódios |
| Zach Roerig       | Matt Donovan                         | 16 episódios |
| Steven R. McQueen | Jeremy Gilbert                       | 11 episódios |
| Michael Trevino   | Tyler Lockwood                       | 16 episódios |
| Matt Davis        | Alaric Saltzman                      | 17 episódios |
| Michael Malarkey  | Lorenzo "Enzo"                       | 17 episódios |
| Chris Wood        | Malachai "Kai" Parker                | 16 episódios |
| Jodi Lyn O'Keefe  | Josette "Jo" Laughlin/Josette Parker | 17 episódios |

### Recorrente
| Ator                 | Personagem                          | Frequência   |
| -------------------- | ----------------------------------- | ------------ |
| Penelope Mitchell    | Olivia "Liv" Parker                 | 12 episódios |
| Colin Ferguson       | Tripp Cooke/Thomas Vincent Fell III | 7 episódios  |
| Marguerite MacIntyre | Elizabeth "Liz" Forbes              | 9 episódios  |
| Chris Brochu         | Lucas "Luke" Parker                 | 7 episódios  |
| Emily Chang          | Ivy                                 | 6 episódios  |
| Gabrielle Walsh      | Monique/Sarah Salvatore             | 6 episódios  |
| Marco James          | Liam Davis                          | 6 episódios  |
| Tristin Mays         | Sarah Salvatore/Sarah Nelson        | 6 episódios  |
| Annie Wersching      | Lillian "Lily" Salvatore            | 7 episódios  |

### Elenco convidado
| Ator                 | Personagem               | Frequência              |
| -------------------- | ------------------------ | ----------------------- |
| Christopher Cousins  | Joshua Parker            | 4 episódios             |
| Chris William Martin | Zachary "Zach" Salvatore | 1 episódio              |
| Jason MacDonald      | Grayson Gilbert          | 1 episódio              |
| Erin Beute           | Miranda Sommers-Gilbert  | 1 episódio (apenas voz) |

## Episódios
| Episódio # | Total # | Título                                                                                       | Dirigido por        | Escrito por                                                               | Estreia                 | Audiência em milhões (EUA) |
| --- | ------- | -------------------------------------------------------------------------------------------- | ------------------- | ------------------------------------------------------------------------- | ----------------------- | -------------------------- |
| 1 | 112     | "I'll Remember (Vou Me Lembrar)"                                                             | Jeffrey Hunt        | Caroline Dries                                                            | 2 de outubro de 2014    | 1.81                       |
| Após passar os últimos quatro meses lidando com a perda de Damon de uma forma pouco convencional e potencialmente perigosa, Elena retornou à faculdade Whitmore para o início do segundo ano. Sem conseguir seguir em frente, Caroline fica desesperara em encontrar uma forma para reverter o feitiço anti-magia que os Viajantes colocaram em Mystic Falls e se sente ainda mais frustrada quando liga para Stefan, mas não recebe resposta. Tyler, que voltou a ser humano, se depara com uma situação em um jogo de futebol americano que testa suas habilidades de controle da raiva, ao mesmo tempo em que Matt se preocupa com o fato de que Jeremy está lidando com a morte de Bonnie de uma forma bastante destrutiva. Alaric, que sofre para se ajustar à sua nova vida como vampiro, se vê em uma situação estranha ao se deparar com Jo, uma linda médica do hospital universitário. Para completar, todos acreditam que Stefan está atrás de pistas para trazer Bonnie e Damon de volta, porém Elena fica chocada ao descobrir a verdade a respeito do que ele realmente está fazendo. |         |                                                                                              |                     |                                                                           |                         |                            |
| 2 | 113     | "Yellow Ledbetter (Carta Amarela)"                                                           | Pascal Verschooris  | Julie Plec                                                                | 9 de outubro de 2014    | 1.67                       |
| Sabendo que precisa aceitar de alguma forma a morte de Damon, Elena pede ajuda para Alaric a fim de seguir em frente. Enquanto isso, Enzo convence Caroline a se juntar a ele na busca por uma pista para trazer Damon e Bonnie de volta, porém a garota fica chocada ao perceber que ele está fazendo um desvio para descobrir o que Stefan está tramando. Ao mesmo tempo, Matt se preocupa com Jeremy, já que o segundo está passando um bom tempo ao lado de Sarah, a jovem misteriosa que recentemente chegou a Mystic Falls. Já Tripp, líder do programa de proteção à comunidade, faz uma confissão interessante para Matt a respeito de sua conexão com a cidade. Para completar, com o Outro Lado destruído de uma vez por todas, Damon e Bonnie relutantemente se juntam para descobrir o mistério de onde estão e como voltarão para casa. |         |                                                                                              |                     |                                                                           |                         |                            |
| 3 | 114     | "Welcome To Paradise (Boas Vindas Ao Paraíso)"                                               | Michael Allowitz    | Brian Young                                                               | 16 de outubro de 2014   | 1.83                       |
| Em uma tentativa de trazer diversão de volta para suas vidas, Elena tenta convencer Caroline a encontrá-la na piscina de água natural, onde ela planeja apresentar a amiga a Liam. Enquanto isso, Tyler, ainda trabalhando para controlar seu problema de raiva, pede um favor a Liv e se surpreende quando ela faz uma confissão inesperada. Já Stefan retorna a Mystic Falls atrás de Enzo e é pego desprevenido quando nota uma estranha mudança em Elena. No lago, as ações de Enzo levam Matt a fazer uma revelação surpreendente, ao mesmo tempo em que Jeremy faz uma descoberta sobre o feitiço antimagia que pode, potencialmente, colocar a vida de Elena em perigo. Para completar, Damon e Bonnie se deparam com pistas que os levam a acreditar que não estão sozinhos. |         |                                                                                              |                     |                                                                           |                         |                            |
| 4 | 115     | "Black Hole Sun (O Sol Do Buraco Negro)"                                                     | Kellie Cyrus        | Melinda Hsu Taylor & Neil Reynolds                                        | 23 de outubro de 2014   | 1.66                       |
| Damon e Bonnie percebem que descobrir mais sobre uma época no passado de Damon pode trazer pistas sobre o caminho para casa, o que leva o Salvatore a ter que reviver um dos piores dias de sua vida. Após se deparar com Jo no hospital, Alaric segue para ajudar Jeremy a colocar sua vida de volta aos eixos, lidando com a perda de Bonnie. Já Stefan mostra para Elena como é começar de novo e criar uma nova identidade. Enquanto isso, Matt se vê em uma situação perturbadora quando Tripp compartilha com ele um segredo sombrio. Para completar, Stefan, que está desesperado em recuperar um pouco de normalidade em sua vida, fica abismado quando um visitante inesperado aparece. |         |                                                                                              |                     |                                                                           |                         |                            |
| 5 | 116     | "The World Has Turned And Left Me Here (O Mundo Girou E Me Deixou Aqui)"                     | Leslie Libman       | Brett Matthews                                                            | 30 de outubro de 2014   | 1.58                       |
| Com as festividades de recepção dos ex-alunos da faculdade Whitmore chegando, Elena convida Liam para acompanhá-la em uma festa. Enquanto isso, em vez de seguir para as comemorações, Caroline fica preocupada após Stefan aparecer de forma inesperada e pedir sua ajuda para limpar a bagunça criada por Enzo. Seguindo o conselho de Elena a fim de ser mais social, Alaric relutantemente comparece à festa, porém um acidente devastador logo ocorre, o que faz com que ele e Jo corram para salvar vidas. Já Tyler se vê em uma posição perigosa quando sua maldição de lobisomem é colocada em teste, ao mesmo tempo em que Stefan joga limpo com Caroline e fala sobre sua intenção de seguir para longe de Mystic Falls. Para completar, Damon e Bonnie fazem uma importante descoberta que afeta a jornada de volta para casa. |         |                                                                                              |                     |                                                                           |                         |                            |
| 6 | 117     | "The More You Ignore Me, The Closer I Get (Quando Mais Você Me Ignora, Mais Perto Eu Chego)" | Garreth Stover      | Chad Fiveash & James Stoterau                                             | 06 de novembro de 2014  | 1.59                       |
| Quando Alaric percebe que Jo não pode ser manipulada pelo dom vampiresco, ele pede para Elena descobrir mais sobre o passado da médica. Enquanto isso, Caroline descobre que Enzo foi capturado por Tripp, o que leva a vampira a se juntar com Matt e Stefan para resgatá-lo antes que Tripp descubra suas verdadeiras identidades. Armada com informações sobre seu passado, Sarah invade o escritório de Tripp e se surpreende ao ver Matt ali, realizando uma investigação própria. Mais tarde, Elena é forçada a lidar com as consequências de suas ações, enquanto Jeremy chega ao fundo do poço de uma forma destrutiva. Para completar, Damon está determinado a resolver as coisas por conta própria após receber notícias perturbadoras. |         |                                                                                              |                     |                                                                           |                         |                            |
| 7 | 118     | "Do You Remember The First Time? (Você Se Lembra Da Primeira Vez?)"                          | Darren Genet        | Rebecca Sonnenshine                                                       | 13 de novembro de 2014  | 1.56                       |
| O passado volta para assombrar Elena, o que a força a enfrentar seus problemas de frente. Após uma noite no evento de arrecadação de fundos para o Whitmore Medical Center, Jo se abre e conta para Alaric o seu passado trágico. Enquanto isso, Stefan, Matt e Enzo tomam medidas extremas, já que Tripp esconde informações sobre sua operação para matar vampiros. Ao mesmo tempo, Caroline precisa correr contra o relógio, já que a Xerife Forbes acaba bem no meio de um perigoso plano. Para completar, Tyler e Liv se aproximam, ao mesmo tempo em que Damon se depara com uma pista surpreendente que renova suas esperanças. |         |                                                                                              |                     |                                                                           |                         |                            |
| 8 | 119     | "Fade Into You (Mergulho Em Você)"                                                           | Joshua Butler       | Nina Fiore & John Herrera                                                 | 20 de novembro de 2014  | 1.68                       |
| Enquanto preparam um Dia de Ação de Graças entre amigos no dormitório, Caroline e Elena recebem algumas notícias esperançosas de Alaric e Stefan, que viajaram para Portland a fim de conseguir informações a respeito do clã Gemini. Ao mesmo tempo, Tyler está determinado a ajudar Liv quando ela e Luke compartilham algumas informações perturbadoras sobre suas linhagens e os planos que seu grupo de bruxos possui para eles. Mais tarde, o jantar dá uma guinada drástica quando Jo, que revelou alguns detalhes dolorosos sobre seu passado, se vê lutando pela própria vida, com Alaric tentando ajudar de longe. Finalmente, Kai faz uma perigosa descoberta que o deixa um passo mais perto de sua libertação. |         |                                                                                              |                     |                                                                           |                         |                            |
| 9 | 120     | "I Alone (Eu Sozinha)"                                                                       | Kellie Cyrus        | Brian Young & Holly Brix                                                  | 4 de dezembro de 2014   | 1.50                       |
| Damon se complica após dar continuidade a um plano que requer a participação contrariada de Alaric. Enquanto isso, Elena compartilha informações esperançosas com Jeremy a respeito de Bonnie, porém é pega desprevenida ao ver a reação do irmão. Liv ajuda Damon e Elena com o plano para trazer Bonnie de volta. No entanto, a situação segue por um caminho inesperado, o que faz com que a bruxa tenha uma difícil decisão a fazer. Já Matt resolve chamar a responsabilidade para si quando as ações e Enzo passam do limite, ao mesmo tempo em que a existência de Kai continua a ser uma perigosa ameaça. |         |                                                                                              |                     |                                                                           |                         |                            |
| 10 | 121     | "Christmas Through Your Eyes (Natal Através De Seus Olhos)"                                  | Michael Allowitz    | Caroline Dries                                                            | 11 de dezembro de 2014  | 1.82                       |
| Totalmente sozinha no Natal. Com as festas de fim de ano se aproximando, Bonnie tenta replicar suas tradições favoritas, enquanto relembra tempos mais felizes com seus amigos. Sem poder voltar para Mystic Falls em sua época favorita do ano, Caroline fica surpresa quando a xerife Forbes traz as festas até ela em Whitmore College. Enquanto isso, depois de descobrir que Jo desapareceu, Alaric pede a ajuda de Damon e Elena. Liv e Luke entram em desacordo, quando Tyler se aproxima deles com um plano arriscado. Em outro lugar, Jeremy ajuda Matt a levar a cabo um plano para acabar com Enzo, mas fica preocupado quando Matt toma atitudes muito além do limite. Por fim, Stefan é forçado a dar notícias devastadoras a Caroline. |         |                                                                                              |                     |                                                                           |                         |                            |
| 11 | 122     | "Woke Up With A Monster (Acordei Com Um Monstro)"                                            | Paul Wesley         | Melinda Hsu Taylor                                                        | 22 de janeiro de 2015   | 1.65                       |
| Mais poderoso do que nunca, Kai mantém Elena refém, enquanto aprende a controlar sua nova magia adquirida. Na mansão dos Salvatore, Liv e Alaric tentam preparar Jo para iminente cerimônia de fusão com Kai, mas logo eles percebem que Jo está mais fraca do que eles imaginavam. Depois de trazer a xerife Forbes do hospital para casa, Caroline viaja com Stefan para a Carolina do Norte, em busca de uma cura para o câncer de sua mãe. Enquanto isso, Stefan, que tem suas próprias intenções ao viajar para a Caroline do Norte, é pego desprevenido, quando Enzo aparece exigindo saber o que ele está escondendo. Por fim, quando Damon descobre que Elena foi sequestrada por Kai, ele é forçado a rever sua estratégia, depois que uma visita inesperada acaba atrapalhando o seu plano. |         |                                                                                              |                     |                                                                           |                         |                            |
| 12 | 123     | "Prayer For The Dying (Oração Pela Morte)"                                                   | Jeffrey Hunt        | Brett Matthews & Rebecca Sonnenshine                                      | 29 de janeiro de 2015   | 1.47                       |
| O pai de Luke e Liv chega à cidade para celebrar o aniversário dos gêmeos e eles tentam convencê-lo a deixar Jo e Kai tomarem seus lugares na cerimônia da fusão. Tyler descobre que o ritual acontecerá mais rápido do que havia imaginado, portanto implora a Liv para deixá-lo falar com seu pai. Enquanto isso, o plano de Caroline para curar sua mãe sofre uma reviravolta inesperada e devastadora, o que leva Elena, Stefan e Damon a seguirem para o hospital, ao mesmo tempo em que Jo tenta salvar a vida da xerife Forbes. Mais tarde, com a fusão marcada para acontecer, o plano arriscado de Damon rapidamente faz com que as coisas saiam do controle, forçando um dos gêmeos a chamar a responsabilidade para si. |         |                                                                                              |                     |                                                                           |                         |                            |
| 13 | 124     | "The Day I Tried To Live (O Dia Que Eu Tentei Viver)"                                        | Pascal Verschooris  | Chad Fiveash & James Stoteraux                                            | 5 de fevereiro de 2015  | 1.61                       |
| Determinada a celebrar o aniversário de Bonnie, Elena convence Jeremy de que a amiga gostaria que eles comemorassem a data. Após remontar o Ascendente, Elena, Jeremy e Damon tentam enviar uma mensagem a Bonnie, mas a situação se complica quando eles se deparam com uma descoberta inesperada. Enquanto isso, após descobrir o segredo de Stefan sobre a sobrinha-neta Sarah Salvatore, Enzo recruta um relutante Matt para ajudá-lo a interferir na vida da garota. Ao mesmo tempo, Stefan tenta ficar de olho e Caroline, uma vez que ela está escolhendo formas pouco convencionais para lidar com tudo o que está acontecendo ao seu redor. Para completar, percebendo que pode ser uma boa hora de seguir com sua própria vida, Jeremy contempla a ideia de deixar Mystic Falls de uma vez por todas. |         |                                                                                              |                     |                                                                           |                         |                            |
| 14 | 125     | "Stay (Fique)"                                                                               | Chris Grismer       | Brian Young & Caroline Dries                                              | 12 de fevereiro de 2015 | 1.52                       |
| É o último dia de Jeremy em Mystic Falls e Elena tentar se mostrar valente enquanto eles relembram o passado. Enquanto isso, Stefan e Caroline ficam ainda mais próximos, ao mesmo tempo em que preparam a casa de campo da família de Caroline para sua mãe viver seus últimos dias. Enquanto empacota as coisas de seu escritório, a xerife Forbes pede a ajuda de Damon para resolver um dos remanescentes casos abertos, que envolve os pais de Elena. Mais tarde, quando um violento confronto com Enzo faz Jeremy se questionar se deve mesmo partir ou não, Matt vê sua própria vida em risco após Enzo atrair tanto ele quando Sarah Salvatore para participar de seu perigoso plano. Para completar, Caroline corre para o hospital após receber a notícia de que a sua mãe piorou. |         |                                                                                              |                     |                                                                           |                         |                            |
| 15 | 126     | "Let Her Go (Deixe Ela Ir)"                                                                  | Julie Plec          | Julie Plec                                                                | 19 de fevereiro de 2015 | 1.41                       |
| Após distribuir tarefas para cada um de seus amigos, Caroline tenta lidar com sua atual situação, ao mesmo tempo em que a realidade começa a tomar conta de seu redor. Enquanto passa o dia com Caroline, Elena fica preocupada, pois começa a notar uma mudança estranha de comportamento. Já Alaric fica desconfiado quando Kai, que começa a experimentar as consequências inesperadas da fusão, vai até Jo desesperado e em busca de ajuda. Ao mesmo tempo, Bonnie se vê em uma situação pouco familiar, enquanto Matt e Tyler contemplam uma grande mudança de vidas. Para completar, Damon oferece conselhos para Caroline sobre como lidar com tudo que está ocorrendo ao redor da garota, o que o força a revisitar memórias dolorosas envolvendo sua própria mãe. |         |                                                                                              |                     |                                                                           |                         |                            |
| 16 | 127     | "The Downward Spiral (A Decrescente Espiral)"                                                | Ian Somerhalder     | Brian Young & Caroline Dries                                              | 12 de março de 2015     | 1.30                       |
| Após desligar sua humanidade em consequência da morte da mãe, Caroline dá um inesperado ultimato aos amigos. Não sabendo como lidar com a nova Caroline, a tentativa de Stefan de intervir acarreta uma série de eventos perigosos que colocam ele e Elena em uma corrida contra o relógio. Enquanto isso, após tentar arrancar respostas de Kai sobre o mundo da prisão, a vida de Damon é virada de cabeça para baixo ao descobrir informações devastadoras sobre a mãe, Lily. Já Enzo fica cada vez mais intrigado com Sarah Salvatore, ao mesmo tempo em que Bonnie começa a lidar com os efeitos de estar de volta ao mundo real. |         |                                                                                              |                     |                                                                           |                         |                            |
| 17 | 128     | "A Bird In A Gilded Cage (Um Pássaro Em Uma Gaiola Dourada)"                                 | Joshua Butler       | Neil Reynolds                                                             | 19 de março de 2015     | 1.59                       |
| Com a ajuda de Bonnie e Kai, Damon e Elena arquitetam um plano para resgatar a mãe de Damon, Lily, que está presa em um mundo-prisão no ano de 1903. Enquanto isso, o plano de Caroline para Stefan vai por água abaixo e ela precisa juntar os pedaços que restaram. De volta à faculdade Whitmore, a tentativa de Enzo e Alaric de trazer Caroline de volta não sai conforme o planejado. Para completar, um presente inesperado dado por Bonnie deixa Damon abalado. |         |                                                                                              |                     |                                                                           |                         |                            |
| 18 | 129     | "I Could Never Love Like That (Eu Nunca Poderia Amar Assim)"                                 | Leslie Libman       | Chad Fiveash & James Stoteraux (teleplay) & Matthew D'Ambrosio (história) | 16 de abril de 2015     | 1.35                       |
| Com a humanidade desligada, Stefan e Caroline começam a causar estragos em Whitmore, obrigando Damon a realizar um plano arriscado que envolve Lily (atriz convidada Annie Wersching). Depois de correr para ajudar Jo a tratar as vítimas mais recentes da farra de assassinatos de Stefan e Caroline, Elena descobre que Jo está grávida, levando-a a reavaliar a sua própria vida como uma vampira. Enquanto isso, quando Sarah corajosamente vira o jogo contra um desavisado Enzo, ele é forçado a se abrir sobre seu passado trágico. Por fim, no Scull Bar, uma rodada de karaokê deixa Tyler e Matt em uma situação perigosa. |         |                                                                                              |                     |                                                                           |                         |                            |
| 19 | 130     | "Because (Porque)"                                                                           | Geoff Shotz         | Melinda Hsu Taylor                                                        | 23 de abril de 2015     | 1.37                       |
| Lutando com a dúvida de contar ou não sobre a cura para Elena, Damon questiona a garota sobre o futuro deles juntos e como seria a vida se eles não fossem vampiros. Enquanto isso, todos se envolvem quando o plano para parar Caroline, sem humanidade, não dá certo. Em outros lugares, quando Bonnie descobre que Damon traiu sua confiança, ela leva o assunto por conta própria, dando início a uma série de eventos que deixa Damon lidando com as consequências. Por fim, após ser forçado a enfrentar seu passado traumático, Enzo vai atrás de respostas e fica surpreso ao descobrir a verdade sobre o dia em que foi transformado em um vampiro. |         |                                                                                              |                     |                                                                           |                         |                            |
| 20 | 131     | "I'd Leave My Happy Home For You (Eu Deixaria Minha Casa Feliz Por Você)"                    | Jesse Warn          | Brett Matthews & Rebecca Sonnenshine                                      | 30 de abril de 2015     | 1.21                       |
| Enquanto Alaric e Jo relutantemente participam de suas festas de solteiros, Damon e Elena discutem as ramificações de uma oferta impulsiva feita por ele. Insegura sobre o que fazer, Elena pede conselhos a Bonnie e Jo, mas fica ainda indecisa quando Bonnie coloca algumas preocupações em foco. Quando Enzo percebe que Lily está em uma perigosa espiral decrescente, ele pede ajuda para Stefan intervir antes que seja tarde demais. Para completar, Matt cansado de ameaças sobrenaturais em sua cidade, acaba descontando suas frustrações em Tyler, ao mesmo tempo em que Alaric considera um conselho capaz de mudar sua vida. |         |                                                                                              |                     |                                                                           |                         |                            |
| 21 | 132     | "I’ll Wed You in the Golden Summertime (Eu Vou Casar Com Você No Verão Dourado)"             | Michael A. Allowitz | Brian Young                                                               | 7 de maio de 2015       | 1.32                       |
| No dia do casamento de Alaric e Jo, Elena e Bonnie fazem o seu melhor para ajudar Jo, que está estressada com o último minuto de preparações. Depois de descobrir algumas notícias de mudança de vida que Damon vem escondendo, Stefan leva o seu irmão em uma viagem para lhe dar alguma perspectiva sobre o seu futuro com Elena. Em outros lugares, quando Caroline retorna a Mystic Falls depois de lidar com as consequências de sua fúria sem humanidade, ela começa a fazer as pazes com seus amigos e faz realizações sobre ela e as perspectivas de estar junto de Stefan. Por fim, quando Bonnie começa a ter pesadelos vívidos que Lily está vindo atrás dela, ela pede a ajuda de Matt para derrubar Lily. |         |                                                                                              |                     |                                                                           |                         |                            |
| 22 | 133     | "I'm Thinking Of You All The While (Eu Estou Pensando Em Você O Tempo Todo)"                 | Chris Grismer       | Julie Plec & Caroline Dries                                               | 14 de maio de 2015      | 1.44                       |
| Como consequência da núpcia poderosa de Alaric e Jo, as coisas tomam um rumo dramático quando um convidado inesperado aparece, deixando Elena em grande perigo. Apesar de receber conselhos de Matt sobre sair da cidade para se proteger, uma desafiante Bonnie decide resolver as coisas por conta própria após se tornar o foco de um plano doentio. Enquanto Stefan e Caroline chegam a uma encruzilhada emocional no relacionamento, uma reunião com Liv faz com que Tyler se depara com uma decisão capaz de mudar sua vida para sempre. Enquanto isso, as atitudes imprudentes de Lily fazem Stefan perceber até que ponto sua mãe chegará para se reunir com sua “família”. Por fim, após uma série de eventos devastadores, Damon é forçado a tomar a decisão mais difícil da sua vida. |         |                                                                                              |                     |                                                                           |                         |                            |